# Нововолодимирівка (Березнегуватська селищна громада)
Нововолоди́мирівка — село в Україні, у Березнегуватській селищній громаді Баштанського району Миколаївської області. Населення становить 699 осіб.

## Уродженці
Уродженцем села є генерал-лейтенант танкових військ М. Д. Синенко (1902—1991).